# Гахарам

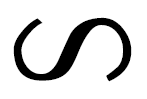
Гахарам

Малаяли акшарамал

Гахарам (малаял. ഗകാരം) — га, 16-я буква алфавита малаялам, омоглиф бирманской буквы ха, обозначает звонкий велярный взрывной согласный. Акшара-санкхья — 3 (три). В соответствии с малаяламской фонологией вместе с буквами ജ, ഡ, ദ и ബ относится к группе мридуккал (мягкие звуки).

## Лигатуры
Гга — ഗ്ഗ . Гйа — ഗ്യ . Гра — ഗ്ര . Гла — ഗ്ല . Гва — ഗ്വ . Гна — ഗ്ന . Гма — ഗ്മ .